# Monte Andrews
Il Monte Andrews (in lingua inglese: Mount Andrews) è una montagna antartica, alta 2.480 m, situato tra il Monte Danforth e il Monte Gerdel sul fianco meridionale del Ghiacciaio Albanus, nei Monti della Regina Maud, in Antartide. 
Fu mappato dall'United States Geological Survey sulla base di ispezioni in loco e foto aeree scattate dalla U.S. Navy nel periodo 1960–63.
La denominazione è stata assegnata dall'Advisory Committee on Antarctic Names (US-ACAN) in onore di Stanley Joseph Andrews (1920–1999), della U.S. Navy, copilota del tenente George W. Warden (1913–2003) durante i voli sopra i Monti della Regina Maud, nel corso dell'Operazione Highjump del 1946–47.